# Грессель, Юлиан
Юлиан Эмиль Курт Грессель (нем. и англ. Julian Emil Kurt Gressel; 16 декабря 1993, Нойштадт-ан-дер-Айш, Бавария, Германия) — немецкий и американский футболист, правый полузащитник клуба MLS «Интер Майами» и сборной США.

## Карьера

### Клубная карьера
Грессель с 2002 года находился в системе академий футбольного клуба «Гройтер Фюрт». В 2009 году перешёл в юношескую команду клуба «Квелле Фюрт».
В сезоне 2011/12 играл за клуб «Нойштадт/Айш» в Земельной лиге «Бавария северо-запад» (шестой дивизион).
В сезоне 2012/13 выступал в Региональной лиге «Бавария» за «Айнтрахт Бамберг».
В 2013 году Грессель приехал в США на обучение, решив также попробовать пробиться в профессиональный футбол через университетский спорт. Во время обучения в Колледже Провиденса в 2013—2016 годах он выступал за студенческую команду в Национальной ассоциации студенческого спорта.
13 января 2017 года на Супердрафте MLS Грессель был выбран в первом раунде под 8-м номером клубом-новичком лиги «Атланта Юнайтед». 5 марта в первом матче в истории «Атланты Юнайтед», домашней встрече, проигранной «Нью-Йорк Ред Буллз» со счётом 1:2, он вышел в стартовом составе. Первый гол в профессиональной карьере забил 14 мая в матче против «Портленд Тимберс», завершившемся ничьей 1:1. По итогам сезона 2017 Грессель был признан новичком года в MLS. В матче за Кубок MLS 2018, в котором «Атланта Юнайтед» обыграла «Портленд Тимберс» со счётом 2:0, Грессель провёл на поле все 90 минут и стал первым немецким футболистом — чемпионом MLS. В мае 2019 года получил грин-карту и в MLS перестал считаться иностранным игроком.
21 января 2020 года Грессель перешёл в «Ди Си Юнайтед» за $750 тыс. целевых распределительных средств с возможной доплатой ещё $350 тыс. в зависимости от достижения игроком определённых показателей. 21 февраля Грессель подписал с «Ди Си Юнайтед» новый трёхлетний гарантированный контракт до конца сезона 2023 с годовой зарплатой в около $700 тыс. и с опцией продления на четвёртый год. За вашингтонский клуб дебютировал 29 февраля в матче первого тура сезона 2020 против «Колорадо Рэпидз», отметившись результативной передачей. 29 августа в матче против «Филадельфии Юнион» забил свой первый гол за «чёрно-красных».
15 июля 2022 года Грессель был приобретён «Ванкувер Уайткэпс» за сумму до $900 тыс. в общих распределительных средствах: $400 тыс. — в 2022 году, $200 тыс. — в 2023 году, и дополнительные $300 тыс. в случае его участия в трёх матчах в сезонах 2022 и 2023 — в 2024 году. За «Кэпс» дебютировал 23 июля в матче против «Чикаго Файр». 20 августа в матче против «Реал Солт-Лейк» забил свой первый гол за «Кэпс». Грессель был назван самым ценным игроком Первенства Канады 2023, получив «Джордж Гросс Мемориэл Трофи», после того как привёл «Уайткэпс» ко второму подряд титулу победителя турнира, забив по голу в четвертьфинале и полуфинале розыгрыша.
21 июля 2023 года Грессель перешёл в «Коламбус Крю» за гарантированные $550 тыс. в общих распределительных средствах (по $275 тыс. в сезонах 2023 и 2024) и дополнительные $300 тыс. в общих распределительных средствах (в сезонах 2024—2026) при выполнении определённых условий. За «Крю» дебютировал 31 июля в матче группового этапа Кубка лиг 2023 против мексиканской «Америки», выйдя на замену на 71-й минуте вместо Мохамеда Фарси. 16 сентября в матче против «Орландо Сити» забил свой первый гол за «Крю». Дошёл с командой до финала Кубка MLS 2023, где «Коламбус Крю» обыграл «Лос-Анджелес» со счётом 2:1 и стал чемпионом. В конце сезона 2023 Грессель покинул «Крю» в связи с истечением срока контракта.
9 января 2024 года Грессель на правах свободного агента подписал контракт с «Интер Майами» до конца сезона 2026 с опцией продления на сезон 2027. За «Интер Майами» дебютировал 21 февраля в матче открытия сезона 2024 против «Реал Солт-Лейк».

### Карьера в сборной
5 ноября 2022 года Грессель стал гражданином США. 18 января 2023 года был вызван в ежегодный январский тренировочный лагерь сборной США, завершавшийся товарищескими матчами со сборными Сербии и Колумбии. Дебютировал за США 25 января в матче с Сербией, выйдя в стартовом составе на позиции правого защитника и отдав голевой пас на Брэндона Васкеса. Был включён в состав сборной на Золотой кубок КОНКАКАФ 2023.

## Статистика выступлений
| Выступление       | Выступление                 | Выступление      | Лига | Лига | Плей-офф | Плей-офф | Кубок | Кубок | Континент | Континент | Итого | Итого |
| Клуб              | Лига                        | Сезон            | Игры | Голы | Игры     | Голы     | Игры  | Голы  | Игры      | Голы      | Игры  | Голы  |
| ----------------- | --------------------------- | ---------------- | ---- | ---- | -------- | -------- | ----- | ----- | --------- | --------- | ----- | ----- |
| Айнтрахт Бамберг  | Региональная лига «Бавария» | 2012/13          | 32   | 1    | —        | —        | —     | —     | —         | —         | 32    | 1     |
| Айнтрахт Бамберг  | Итого                       | Итого            | 32   | 1    | —        | —        | —     | —     | —         | —         | 32    | 1     |
| Атланта Юнайтед   | MLS                         | 2017             | 32   | 5    | 1        | 0        | 2     | 1     | —         | —         | 35    | 6     |
| Атланта Юнайтед   | MLS                         | 2018             | 33   | 4    | 5        | 0        | 2     | 0     | —         | —         | 40    | 4     |
| Атланта Юнайтед   | MLS                         | 2019             | 33   | 6    | 3        | 2        | 3     | 0     | 4         | 2         | 43    | 10    |
| Атланта Юнайтед   | Итого                       | Итого            | 98   | 15   | 9        | 2        | 7     | 1     | 4         | 2         | 118   | 20    |
| Ди Си Юнайтед     | MLS                         | 2020             | 22   | 2    | —        | —        | —     | —     | —         | —         | 22    | 2     |
| Ди Си Юнайтед     | MLS                         | 2021             | 34   | 2    | —        | —        | —     | —     | —         | —         | 34    | 2     |
| Ди Си Юнайтед     | MLS                         | 2022             | 17   | 0    | —        | —        | 0     | 0     | —         | —         | 17    | 0     |
| Ди Си Юнайтед     | Итого                       | Итого            | 73   | 4    | —        | —        | 0     | 0     | —         | —         | 73    | 4     |
| Ванкувер Уайткэпс | MLS                         | 2022             | 13   | 2    | —        | —        | 1     | 0     | —         | —         | 14    | 2     |
| Ванкувер Уайткэпс | MLS                         | 2023             | 18   | 3    | —        | —        | 3     | 2     | 3         | 0         | 24    | 5     |
| Ванкувер Уайткэпс | Итого                       | Итого            | 31   | 5    | —        | —        | 4     | 2     | 3         | 0         | 38    | 7     |
| Коламбус Крю      | MLS                         | 2023             | 11   | 1    | 4        | 0        | —     | —     | 2         | 0         | 17    | 1     |
| Коламбус Крю      | Итого                       | Итого            | 11   | 1    | 4        | 0        | —     | —     | 2         | 0         | 17    | 1     |
| Интер Майами      | MLS                         | 2024             | 3    | 0    | —        | —        | —     | —     | 0         | 0         | 3     | 0     |
| Интер Майами      | Итого                       | Итого            | 3    | 0    | —        | —        | —     | —     | 0         | 0         | 3     | 0     |
| Всего за карьеру  | Всего за карьеру            | Всего за карьеру | 248  | 26   | 13       | 2        | 11    | 3     | 9         | 2         | 281   | 33    |

## Достижения
Командные
 «Атланта Юнайтед»
- Чемпион MLS (обладатель Кубка MLS): 2018
- Обладатель Открытого кубка США: 2019
- Обладатель Campeones Cup: 2019

 «Ванкувер Уайткэпс»
- Победитель Первенства Канады: 2022, 2023

 «Коламбус Крю»
- Чемпион MLS (обладатель Кубка MLS): 2023

Индивидуальные
- Новичок года в MLS: 2017
- Джордж Гросс Мемориэл Трофи: 2023